# Chi-Huey Wong

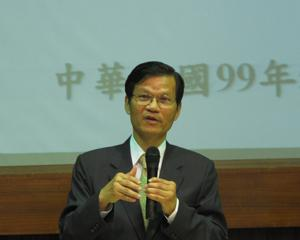
Chi-Huey Wong, 2010

Chi-Huey Wong (* 3. August 1948 in Taiwan) ist ein taiwanischer Biochemiker und Professor für Chemie und Chemische Biologie am Scripps Research Institute in La Jolla, Kalifornien.

## Leben
Wong erhielt einen Bachelor- und Master-Abschluss in Naturwissenschaften von der Nationaluniversität Taiwan in Taipei, Taiwan. 1982 wurde Wong zum Ph.D. im Fachbereich Chemie des Massachusetts Institute of Technology bei George M. Whitesides promoviert. Nach Abschluss seines Postdocs an der Harvard University wurde er 1983 Assistant Professor an der Texas A&M University und ab 1989 Professor am Scripps Research Institute.
Seine Spezialisierung liegt im Bereich Bioorganische Chemie, vor allem in der Chemie der Kohlenhydrate und der sogenannten „chemischen Proteomik“. Er entwickelte dabei die ersten Methoden zur systematischen, programmierbaren und automatisierten, Enzym-basierten Synthese von Oligosacchariden. Das fand Anwendung in der Herstellung von Impfstoffen gegen Infektionskrankheiten und bei Brustkrebs und bei Glykan-Mikroarrays für die großflächige schnelle Analyse von Protein-Kohlenhydrat-Wechselwirkung.
Seit 2004 ist Wong Gründungsdirektor des Genomics Research Center der Academia Sinica und war seit Oktober 2006 gewählter Präsident der Academia Sinica, der nationalen Akademie in Taiwan. Wong ist Mitglied der National Academy of Sciences (2002) der Vereinigten Staaten, der American Academy of Arts and Sciences (1996) und Mitglied der Academia Sinica, der Akademie der Republik China (1994). Wegen vermeintlichen Insiderhandels im Zusammenhang mit seiner Tochter und einer Investition in einer Biotechnologiefirma, wurde Wong 2016 außerplanmäßig als Präsident der Academia Sinica abberufen.
1999 erhielt er den Claude S. Hudson Award, 2000 den Presidential Green Chemistry Challenge Award, 2005 den American Chemical Society Award for Creative Work in Synthetic Organic Chemistry, 2008 die F. A. Cotton Medal, 2012 den Arthur C. Cope Award und 2014 den Wolf-Preis in Chemie. 2015 erhielt er den Robert Robinson Award. 2021 wurde er mit dem Welch Award in Chemistry ausgezeichnet, 2022 mit dem Chemical Pioneer Award und dem Tetrahedron-Preis.

## Schriften
- Z. Zhang, C.-H. Wong u. a.: Programmable one-pot oligosaccharide Synthesis. In: Journal of the American Chemical Society. Band 121, 1999, S. 734–753.
- K. M. Koeller, C.-H. Wong: Enzymes for chemical Synthesis. In: Nature. Band 409, 2001, S. 232–240.
- P. Sears, C.-H. Wong: Toward automated synthesis of oligosacchadides and glycoproteins. In: Science. Band 291, 2001, 2344–50.
- Y.-L. Huang, C.-H. Wong u. a.: Carbohydrate-based vaccines with a glycolipid adjuvant for breast cancer. In: Proceedings of the National Academy of Sciences. Band 110, 2013, S. 2517–2522.